# Anyphaenoides irusa
Espèce
Synonymes
- Anyphaenoides paraguana Brescovit, 1992

Anyphaenoides irusa est une espèce d'araignées aranéomorphes de la famille des Anyphaenidae.

## Distribution
Cette espèce se rencontre au Venezuela, au Suriname et aux Antilles néerlandaises.

## Publication originale
- Brescovit, 1992 : Revisão das aranhas neotropicais do gênero Anyphaenoides Berland, 1913 (Araneae, Anyphaenidae). Revista Brasileira de Entomologia, vol. 36, p. 741-757.